# Rafael Llorens Llorens
Rafael Llorens Llorens (8 de juliol de 1909 - 12 de gener de 1989) fou un jugador d'escacs català.
El 1944 fou subcampió d'Espanya per darrere d'Antonio Medina García. Fou en dues ocasions campió absolut de Catalunya en els anys 1944 i 1946, i subcampió l'any 1954.
Fou el quart tauler de la selecció espanyola, després d'Artur Pomar, Antonio Medina, i José Sanz a l'històric Matx Radiofònic entre l'Argentina i Espanya de 1946.